# Jugband Blues
Jugband Blues és la darrera cançó del segon disc del grup britànic Pink Floyd, A Saucerful of Secrets de 1968. També apareix a Echoes: The Best of Pink Floyd. Fou composta per Syd Barrett.
Amb aquesta cançó, Barrett signa una mena de testament on fa referència a la seva sortida del grup: (And I don't care if I'm nervous with you).
L'enregistrament d'aquesta cançó fou surrealista, com és sovint en les composicions de Barrett: va fer venir improvisadament diversos músics de l'Exèrcit de Salvació que s'esperaven al carrer i entraven a l'estudi quan els necessitaven. Dues versions foren enregistrades, una improvisada segons la voluntat de Barrett (versió que apareix a l'àlbum) i l'altre, més acord amb la resta de la cançó, a la demanda de Norman Smith.

## Músics
- Syd Barrett - guitarres, veu
- Roger Waters - baix, tuba
- Richard Wright - teclats, trombó
- Nick Mason - bateria, percussió